# 馬貴
馬貴（1857年—1941年），字世卿，保定府（今中華人民共和國河北省淶水縣），民國初年武術家，師承尹福，為尹派八卦掌代表人物之一，其拳術也被稱為馬貴派八卦掌。

## 生平
馬貴自幼習武，18歲時拜尹福為師，學習八卦掌，又得到其師祖董海川的傳授，因此八卦掌功力極高。精通點穴，其走掌時身勢低矮而發勁火爆。又精通判官筆、七星杆、子午鴛鴦鉞等兵器。
其家境富裕，家中在北京開設永業木器行，外號「木馬」。好與人比試，曾經以一記切腕將對手手臂打斷，名聞北京。與其師叔，綽號「煤馬」的馬維祺，合稱二馬。擅長繪畫，常繪螃蟹送人，所以又被叫做「螃蟹馬」。
1911年（民國元年），受聘為中華民國總統府武職教官。1920年（民國19年），任憲兵學校武術教官。1928年（民國17年），許蘭州創立河北國術館，聘其為顧問。
馬貴受到尹福及董海川的指導，在八卦掌上有很深的心得，但吝於傳授，雖然弟子極多，但少人得其真傳。因其不擅理財，不事生產，晚年經濟狀況不佳，生活孤苦，皆靠弟子奉養及朋友接濟。

## 弟子
弟子有王培生、李少庵、劉萬川、李保華等人。